# Çorum (provincie)
Çorum is een provincie in Turkije. De provincie is 12.833 km² groot en heeft 597.065 inwoners (2000). De hoofdstad is het gelijknamige Çorum.

## Bestuurlijke indeling

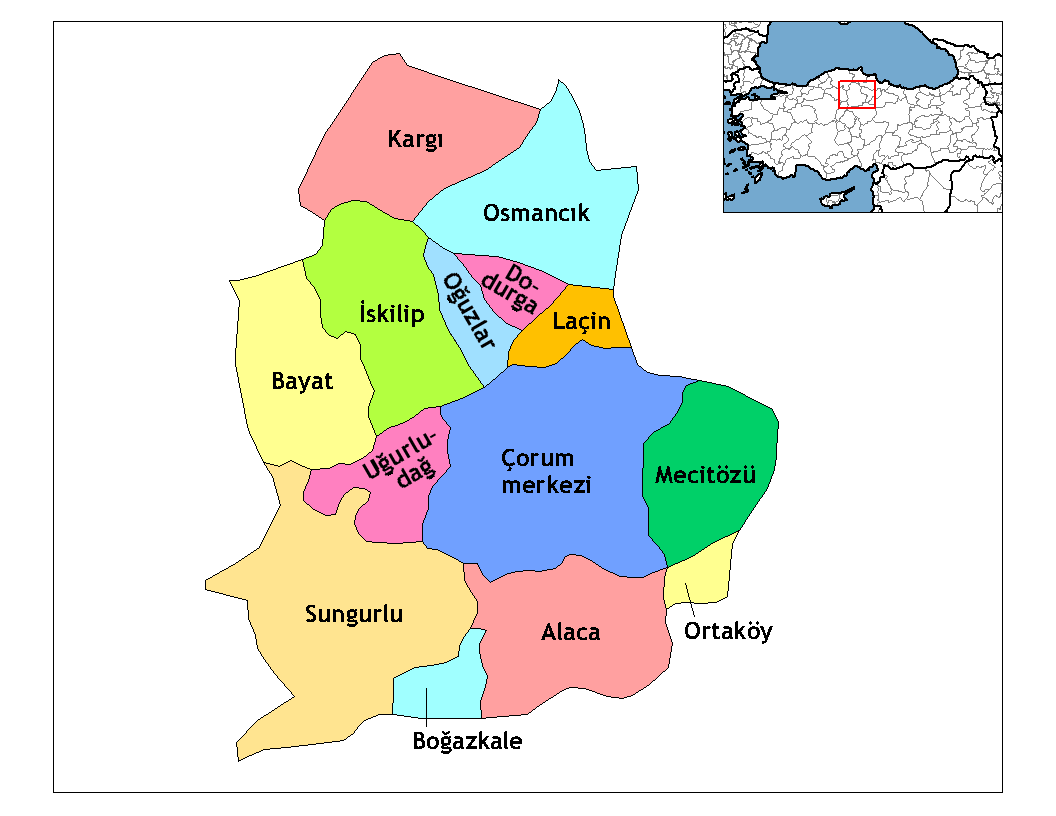
Districten van Çorum

### Districten
De provincie bestaat uit de volgende 14 districten:
| - Alaca - Bayat - Boğazkale - Çorum - Dodurga | - İskilip - Kargı - Laçin - Mecitözü - Oğuzlar | - Ortaköy - Osmancık - Sungurlu - Uğurludağ |